# Państwowa Komisja Języka Litewskiego
Państwowa Komisja Języka Litewskiego (lit. Valstybinė lietuvių kalbos komisija) – instytucja zajmująca się regulowaniem współczesnego języka litewskiego.
Jest instytucją pozarządową, która powstała w 1961 roku pod patronatem Litewskiej Akademii Nauk.
Obecnie jest to instytucja państwowa, założona pod patronatem Sejmu (parlamentu) Litwy. Mandat komisji obejmuje nie tylko regulację języka i jego standaryzację, ale także uprawomocnianie jego statusu. Komisja zarządza prawnie praktyką językową w firmach, agencjach, instytucjach oraz w mediach na terenie Litwy.